# Zbigniew Raszewski (historyk teatru)

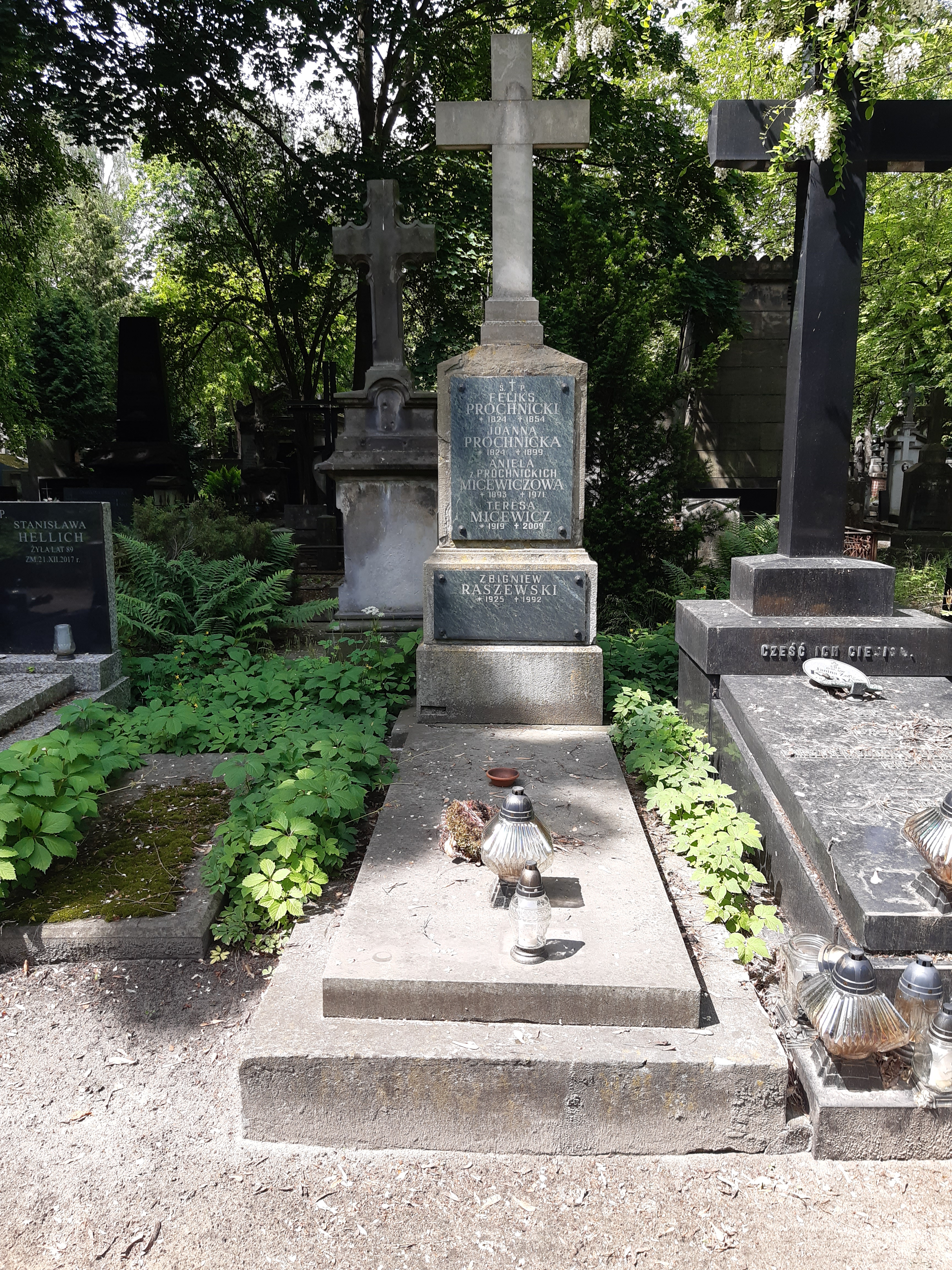
Grób Zbigniewa Raszewskiego na cmentarzu Powązkowskim w Warszawie

Zbigniew Raszewski (ur. 5 kwietnia 1925 w Poznaniu, zm. 7 sierpnia 1992 w Warszawie) – polski historyk teatru i dramatu, pisarz, edytor, pedagog, profesor nauk humanistycznych, twórca współczesnej polskiej teatrologii.

## Życiorys
Urodził się w rodzinie Jana (zm. 1940), oficera Wojska Polskiego, i Walerii z Łazarewiczów. Miał brata Janusza i siostrę Barbarę. W 1930 przeniósł się z rodziną do Bydgoszczy, gdzie spędził dzieciństwo i młodość. Uczył się w Państwowym Gimnazjum i Liceum im. Marszałka Edwarda Rydza-Śmigłego (dziś budynek Seminarium duchownego w Bydgoszczy), jednocześnie uczęszczał do bydgoskiego Miejskiego Konserwatorium Muzycznego i był harcerzem. Napisał książkę o tym mieście, a szerzej o stosunkach polsko-niemieckich w Bydgoszczy w formie hasłowego kompendium Pamiętnik gapia. Bydgoszcz, jaką pamiętam z lat 1930–1945 (Wyd. Pomorze Bydgoszcz).
W czasie okupacji niemieckiej pracował jako robotnik. Od 1939 uczestniczył w tajnej działalności ZHP. W 1940 za próbę zorganizowania w miejscu pracy (odlewni metali Koszeniuka) drużyny harcerskiej został aresztowany przez gestapo i więziony od kwietnia 1940 do lutego 1941. Po zwolnieniu pracował w fabryce cukierniczej „Lukullus” (późniejsza "Jutrzenka").
W 1945 zdał maturę w Miejskim Liceum i Gimnazjum Męskim im. Kopernika w Bydgoszczy. W latach 1945–1949 studiował polonistykę na Wydziale Humanistycznym Uniwersytetu Poznańskiego, gdzie później był asystentem. W 1947 zdał do Państwowego Konserwatorium Muzycznego w Poznaniu, gdzie przez dwa lata kontynuował naukę gry na fortepianie. W 1949 otrzymał stopień magistra filozofii w zakresie filologii polskiej. W 1951 doktoryzował się, na podstawie rozprawy „Twórczość dramatyczna Gabrieli Zapolskiej”. Po doktoracie pracował na Uniwersytecie Poznańskim jako asystent Zygmunta Szweykowskiego w Seminarium Historii Literatury Polskiej. W 1953 przeniósł się do Warszawy i związał się z Instytutem Sztuki Polskiej Akademii Nauk. Był profesorem warszawskiej Akademii Teatralnej im. Aleksandra Zelwerowicza. Był redaktorem „Pamiętnika Teatralnego”. W 1977 został członkiem PEN-Clubu, w 1990 Prezesem Honorowym Polskiego Towarzystwa Historyków Teatru.
W 1951 ożenił się z Anną Micewicz, miał z nią trójkę dzieci – Magdalenę (została podobnie jak ojciec historykiem teatru), Jana i Dorotę.
Zmarł w Warszawie, pochowany na cmentarzu Powązkowskim (kwatera 39-1-18).

## Prace
- Z tradycji teatralnych Pomorza, Wielkopolski i Śląska 1955
- Teatr ogromny 1961
- Staroświecczyzna i postęp czasu 1963
- Raptularz 1965–1967
- Raptularz 1965–1992
- Raptularz 1968–1969
- Słownik biograficzny teatru polskiego 1973
- Krótka historia teatru polskiego 1977
- Bilet do teatru: Szkice
- Bogusławski
- Teatr w świecie widowisk
- Trudny rebus: Studia i szkice z historii teatru
- Weryfikacja czarodzieja i inne szkice o teatrze
- Listy do Małgorzaty Musierowicz (1994)
- Mój świat
- Pamiętnik gapia. Bydgoszcz, jaką pamiętam z lat 1930–1945 (1994, 2020)
- Teatr na Placu Krasińskich

## Ordery i odznaczenia
- Krzyż Kawalerski Orderu Odrodzenia Polski (1964)[3]
- Złoty Krzyż Zasługi (11 lipca 1955)[4]
- Brązowy Krzyż Zasługi z Mieczami (1944)[3]
- Krzyż Armii Krajowej (1987)[1]
- Odznaka 1000-lecia Państwa Polskiego (1967)[5]

## Nagrody[1]
- Nagroda im. Leona Schillera za prace teatrologiczne (1958)
- Nagroda PEN-Clubu im. Mieczysława Bohdana Lepeckiego za książkę „Bogusławski” (1973)
- Nagroda naukowa im. Aleksandra Brücknera Wydziału I Nauk Społecznych PAN za książkę „Bogusławski” (1973)
- Nagroda Fundacji Alfreda Jurzykowskiego w Nowym Jorku za „niezwykłe osiągnięcia na polu historii teatru w Polsce” (1975)
- Nagroda rektora warszawskiej PWST Tadeusza Łomnickiego „za szczególne osiągnięcia w dziedzinie dydaktyczno-wychowawczej za rok akademicki 1977–1978” (1978)
- Nagroda "Miesięcznika Literackiego" (1978) za książkę "Krótka historia teatru polskiego" (Państwowy Instytut Wydawniczy)[6]
- Nagroda Prezesa Rady Ministrów I stopnia (1979)
- Nagroda Państwowa II stopnia (1980)[7]
- Nagroda Ministra Kultury i Sztuki za pracę dydaktyczną i wychowawczą (1981)
- Nagroda Polskiej Akademii Nauk za wybitne osiągnięcia naukowe (1990)
- Nagroda im. Stanisława Ignacego Witkiewicza za „Teatralną Książkę Roku” (1991)

## Upamiętnienie
1 lipca 2003 powstał Instytut Teatralny im. Zbigniewa Raszewskiego. Mieści się on w Warszawie w Jazdów nr 1. Otwarcia Instytutu dokonał jego dyrektor i twórca – Maciej Nowak. Gościem honorowym był Gustaw Holoubek.
Jak wynika z "Listów..." Zbigniewa Raszewskiego do Małgorzaty Musierowicz, to właśnie on wymyślił nazwę "Jeżycjada" dla cyklu jej powieści młodzieżowych, a termin wkrótce przyjął się powszechnie. W jednym z listów określił też poznańską pisarkę "Homerem Jeżyc". Raszewski, wielki fan jej cyklu powieściowego, korespondując z autorką miał wpływ na kilka rozwiązań fabularnych w świecie bohaterów Jeżycjady. Musierowicz uhonorowała ponadto swojego wiernego czytelnika na kartach powieści "Brulion Bebe B." (1990) wzmiankując, że jedna z głównych bohaterek trzyma w ręku "Krótką historię teatru polskiego" Zbigniewa Raszewskiego. Prof. Raszewski został też wspominany w innej jej książce "Łasuchu literackim".
O Zbigniewie Raszewskim powstał już po jego śmierci film dokumentalny pt. „Profesor” (1993).
Dla upamiętnienia 20. rocznicy śmierci, w programie 11.edycji Festiwalu Prapremier Bydgoszcz 2012 organizowanego przez Teatr Polski w Bydgoszczy znalazło się przedsięwzięcie pt. "Zbigniew Raszewski. Pamiętnik gapia. Bydgoszcz, jaką pamiętam z 1930 – 1945", opisywanych jako zestaw scen opartych na tekstach własnych inspirowanych "Pamiętnikiem gapia" w reżyserii Agnieszki Jakimiak.
W Bydgoszczy patron ulicy w dzielnicy Fordon. W 2017-19 ulica Zbigniewa Raszewskiego w procesie dekomunizacji nazewnictwa miejskiego zastąpiła ulicę dr. Jana Piechockiego. W 2024, prof. Raszewski wyróżniony w plebiscycie miejskim jako wybitny bydgoszczanin, został patronem jednego z bydgoskich tramwajów PESA "Swing". 
W 2020 po 25 latach od premiery bydgoskie Stowarzyszenie Koloroffon, w partnerstwie z Miejskim Centrum Kultury w Bydgoszczy i Muzeum Okręgowym im. Leona Wyczółkowskiego wprowadziły na rynek wydawniczy reedycję "Pamiętnika gapia". Re-premierze towarzyszyło m.in. spotkanie z córką prof. Raszewskiego - prof. Magdaleną Raszewską. Od 2021 Gazeta Wyborcza Bydgoszcz i Stowarzyszenie Koloroffon realizują projekt "Pamiętnik gapiów. Bydgoszcz jaką pamiętam" obejmujący cykl spotkań, artykułów prasowych i rocznikowych publikacji dotyczących wspomnień mieszkańców Bydgoszczy. Działania te mają na celu, w nawiązaniu do kronikarskiego i pamiętnikarskiego dzieła Zbigniewa Raszewskiego, zebranie i utrwalenie historii miasta poprzez osobiste doświadczenia i wspomnienia bydgoszczan z różnych zakątków grodu nad Brdą i Wisłą.
W 2025 roku podjęto wiele przedsięwzięć z okazji 100. rocznicy urodzin Zbigniewa Raszewskiego. W Warszawie Instytut Teatralny im. Zbigniewa Raszewskiego zorganizował m.in. spacery tematyczne szlakiem Raszewskiego po Warszawie oraz we współpracy z Akademią Teatralną im. Aleksandra Zelwerowicza w Warszawie konferencję naukową "Raszewski/Perspektywy".